# Willy Kralik
Wilhelm „Willy“ Kralik (* 24. September 1929 in Wien; † 26. Februar 2003 ebenda) war ein österreichischer ORF-Moderator.

## Leben

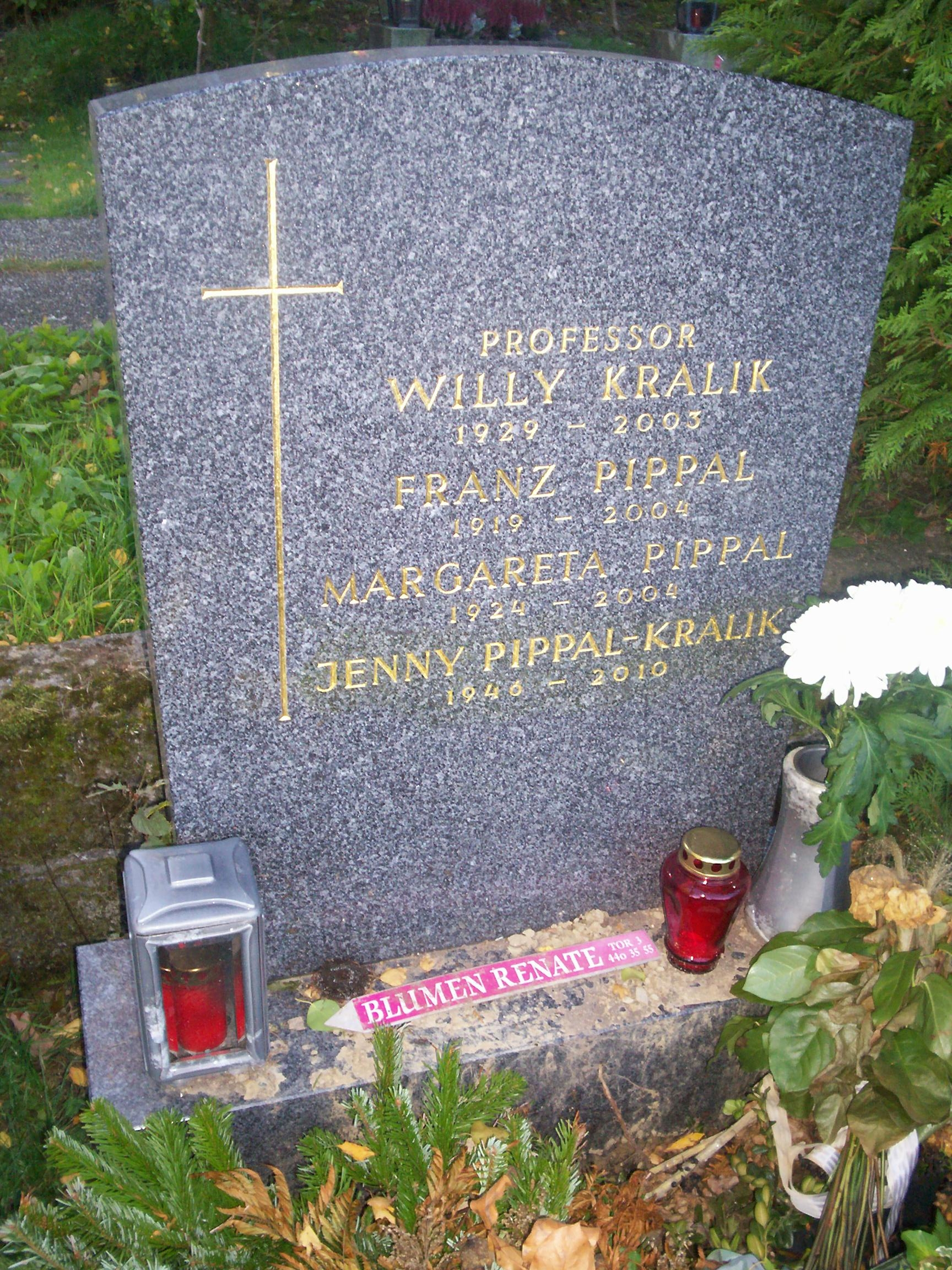
Grabstätte von Willy Kralik und Jenny Pippal-Kralik

Willy Kralik war von 1960 bis 1966 Gastgeber der TV-Teenagerparty Leute von heute. Von 1967 bis 1998 leitete er die Unterhaltungsabteilung des ORF-Landesstudios Niederösterreich. Stellvertretend moderierte er auch Autofahrer unterwegs. Von 1976 bis 1999 produzierte und moderierte Kralik das wöchentliche Hörfunkquiz Turnier auf der Schallaburg in Radio Niederösterreich. Die Sendung wurde 1999 in Schlossturnier von Radio Niederösterreich umbenannt und tourte durch Österreich. Von 1968 bis 2000 wirkte er in der TV-Sendereihe Seniorenclub als „Sekretär“ mit.
Willy Kralik, den eine Freundschaft mit Robert Stolz verband, war mit Jenny Pippal verheiratet. Beider Grabstätte befindet sich auf dem Neustifter Friedhof in Wien (Gruppe 17, Reihe 5, Nr. 31).

## Publikationen
- Sie haben leicht lächeln. Schnurren, Schmähs und Schmankerln aus erster Hand. Erinnerungen. Kremayr & Scheriau, Wien 1997, ISBN 3-218-00637-6.